# Chasing Ghosts (album)
Chasing Ghosts è il terzo album in studio del gruppo musicale australiano The Amity Affliction, pubblicato il 7 settembre 2012 dalla UNFD in Australia e dalla Roadrunner Records nel resto del mondo.

## Il disco
Chasing Ghosts è il primo album di inediti del gruppo pubblicato dalla Roadrunner Records, come anche il primo ad aver raggiunto il primo posto nella ARIA Albums Chart e ad essere entrato nelle classifiche statunitensi. È infine il primo disco della band ad essere stato certificato disco d'oro, avendo venduto oltre 35 000 copie nella sola Australia in poco meno di un anno dalla sua uscita. Dal punto di vista della formazione, è l'unico disco dei The Amity Affliction a vedere alla chitarra Imran Siddiqi (che lasciò la band un mese prima dell'uscita dell'album) e il primo senza il tastierista Trad Nathan.

## Tracce
1. Chasing Ghosts – 4:22
2. Life Underground – 3:56
3. R.I.P. Bon – 3:37
4. Open Letter – 4:22
5. Greens Avenue – 4:35
6. I Heart H.C. – 3:57
7. Flowerbomb – 4:00
8. Pabst Blue Ribbon on Ice – 4:04
9. Geof Sux 666 – 4:13
10. Bondi St. Blues – 4:23

Tracce bonus nell'edizione iTunes e giapponese
1. Born to Die (Lana Del Rey cover) – 4:11
2. Snicklefritz – 3:15
3. 15 Pieces of Flare – 4:17

## Formazione
The Amity Affliction
- Joel Birch – voce death
- Ahren Stringer – voce melodica, basso
- Troy Brady – chitarra solista
- Imran Siddiqi – chitarra ritmica
- Ryan Burt – batteria, percussioni

Produzione
- Michael "Elvis" Baskette – produzione, ingegneria del suono
- Will Putney – missaggio, mastering
- Kevin Thomas – assistenza all'ingegneria del suono
- Jef Moll – ingegneria del suono, editing, programmazione
- Randy LeBouf – editing
- Zakk Cervini – editing addizionale

## Classifiche
| Classifica (2012)         | Posizione massima |
| ------------------------- | ----------------- |
| Australia                 | 1                 |
| Stati Uniti (heatseekers) | 30                |
| Stati Uniti (hard rock)   | 72                |